# Hydrologiskt år
Ett hydrologiskt år omfattar perioden 1 oktober till och med 30 september. Anledningen till att årsgränsen är i månadskiftet september/oktober istället för december/januari är att hydrologerna vill undvika att ha årsgränsen en tid då det oftast finns stora mängder snö.